# Pedro Leopoldo
Pedro Leopoldo és un municipi de l'estat brasiler de Minas Gerais. La seva població estimada el 2022 era de 62.580 habitants. Es troba a l'àrea metropolitana de Belo Horizonte, 46 km al nord-oest de la capital de l'estat. La ciutat és el bressol del mèdium Chico Xavier i del futbolista Dirceu Lopes, campió del món el 1970.